# Pere Nicolau

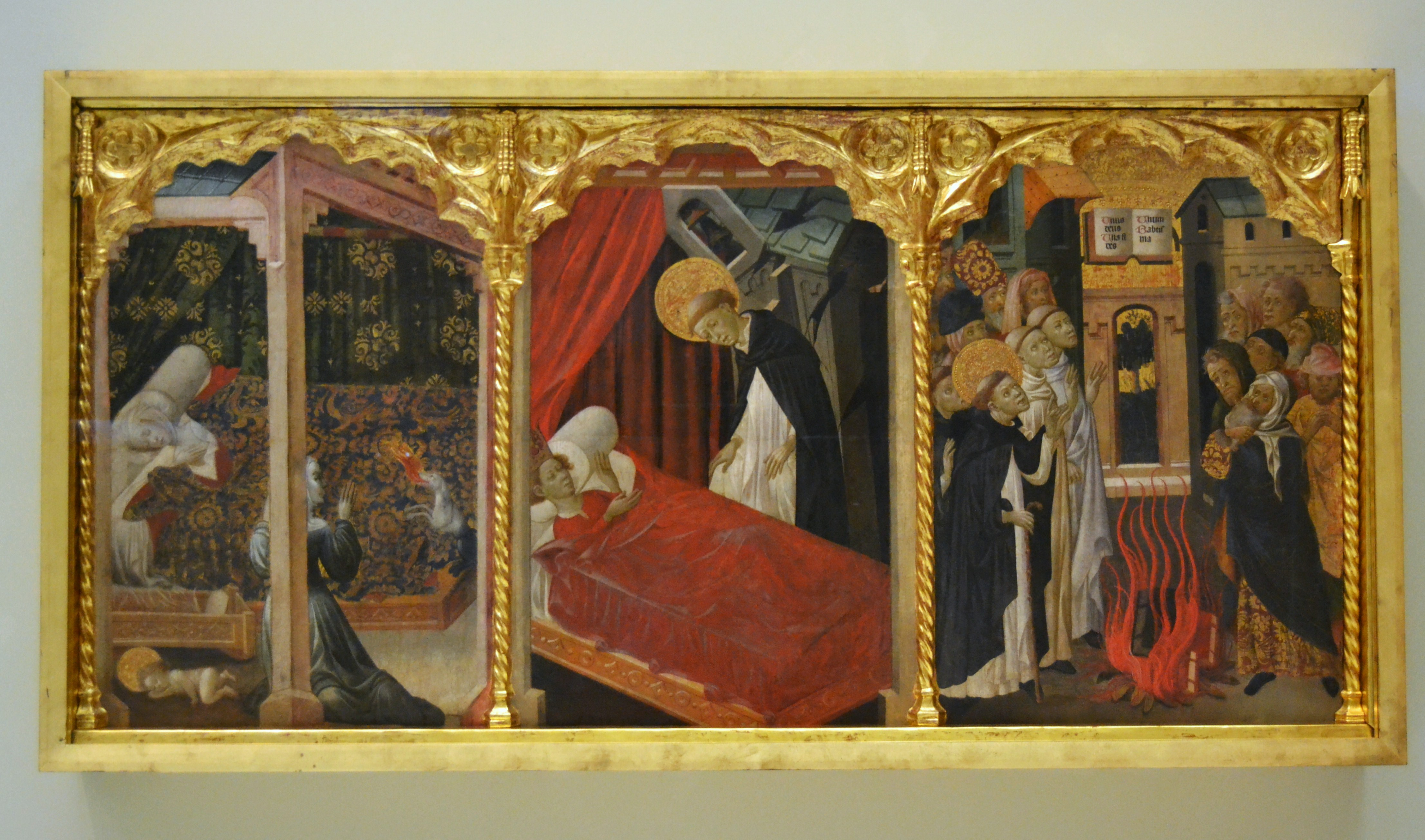
Scènes uit het leven van de H. Dominicus, Museo de Bellas Artes de Valencia

Pere Nicolau (Igualada 14e eeuw – Valencia, 25 juli 1408) was een Catalaans kunstschilder. Hij werd geboren in Igualada (Barcelona) maar is gedocumenteerd als werkend in Valencia tussen 1390 en 1408. Hij schilderde in de stijl van Internationale gotiek en was zo succesvol met zijn altaarstukken dat hij een groot aantal medewerkers kon aantrekken en een belangrijk atelier opbouwen.

## Biografische elementen en werk
De productie in de stijl van de geïtalianiseerde gotiek liep stilaan op haar einde en Pere Nicolau werd een van de grote vernieuwers. Met zijn gestileerde, vluchtige vormen creëerde hij een nieuwe school. Hij werkte dikwijls samen met Andrés Marzal de Sas, een schilder van Vlaamse of Duitse origine (Andreu Marçal de Sas). Een van zijn bekende leerlingen was Jaume Mateu, een neef van hem. Vanaf de late 14e eeuw tot zijn dood in 1408 was Pere Nicolau de onbetwiste marktleider voor de productie van altaarstukken in Valencia. Hij kreeg onder meer verschillende opdrachten voor de kathedraal, maar ook van Martinus I van Aragón en van verscheidene kerken in de provincie Teruel.
Pere Nicolau stierf plotseling op 25 juli 1408, hij had zelfs de tijd niet gehad om een testament op te stellen. Uit recente studies (2005-2014) van documenten in de archieven van Valencia, blijkt dat hij vermoord werd door Ramon Torres, wapendrager van Felip Boïl.

## Toegeschreven werken
Pere Nicolau schilderde omstreeks 1404 het Retablo de los Siete Gozos de La Virgen María (de Zeven Vreugden van Maria) voor de kerk van Sarrión (Teruel) waarin hij brak met de stijl uit de late 14e eeuw. Dit werk toont duidelijk de verfijning van Nicolau’s kunst en zijn onbetwistbare meesterschap in het gebruik van contrasterende tonen en nauwkeurig geschilderde details. Het wordt nu bewaard in het Museo de Bellas Artes de Valencia. Ook een retabel met de Zeven Vreugden van Maria, gemaakt voor het kartuizerklooster Val de Christo in Altura ( Castellón en nu bewaard in het Museo de Bellas Artes de Bilbao, toont diezelfde stijl. Een aantal scènes in dit werk zijn van een uitzonderlijke kwaliteit en hadden een bepalende invloed op de iconografie van die periode.
Tussen 1399 en 1405 maakte hij zes retabels voor de kathedraal van Valencia waarvan twee in samenwerking met Marzal de Sas. Andere stukken van hem die bekend zijn waren een retabel voor de kerk van Albentosa (Teruel) dat niet bewaard bleef en een retabel gemaakt voor de kerk van Santa Cruz de Moya (Cuenca) dat gedeeltelijk bewaard bleef en nu te bewonderen is in het Museo de Bellas Artes de Bilbao. In het Prado in Madrid wordt een retabel met een Maagd van de nederigheid bewaard dat het vroegst bekende werk van Pere Nicolau zou zijn.
Andere via documentaire informatie aan hem toegeschreven werken zijn:
- Een altaarstuk geschilderd voor de kamer van de Geheime Raad van Valencia (1396)
- Een altaarstuk met de heilige Margaretha voor de kathedraal van Valencia (1400)
- Een altaarstuk voor Penàguila ( Alicante) (1400)
- Een altaarstuk met San Bernabé voor de kathedraal van Valencia (1405)

Daarnaast worde de volgende bewaarde werken aan hem toegeschreven:
- Een Maagd met engelen uit het Louvre
- Een het altaarstuk uit de Giuliano-collectie in Turijn
- Een altaarstuk in de “hermitage van San Sebastián” in La Pobla de Vallbona
- Een altaarstuk met de Maagd Maria nu in het Kansas City Museum in Kansas City (Missouri)
- De Kroning van Maria in The Cleveland Museum of Art in Cleveland (Ohio)
- Het altaarstuk met de Maagd Maria en de heilige Marcus in de Tortosa-collectie
- Het altaarstuk van Bañeres (Alicante)
- De predella van het retabel van het hoofdaltaar uit het klooster van Santo Domingo in Valencia, bewaard in het Museo de Bellas Artes de Valencia (voor 1403)
- Een dubbelzijdig paneeltje met de annunciatie en de heilige Veronica, Museo de Bellas Artes de Valencia
- Een Virgin Deípara (Verheerlijking van de Heilige Maagd) in het Museo Diocesano, Valencia

- Catàleg d'autoritats de noms i títols de Catalunya: 981058614874806706
- Gemeinsame Normdatei: 139053832
- International Standard Name Identifier: 0000 0000 8283 7031
- Library of Congress Control Number: no2015045866
- RKD-Nederlands Instituut voor Kunstgeschiedenis: 59421
- Union List of Artist Names: 500026030
- Virtual International Authority File: 95842321
- WorldCat: E39PCjBchHqVHv8Grtbdrtxp4C